# Адиб Нишапури
Абдулджавад Адиб Нишапури (перс. عبدالجواد ادیب نیشابوری‎; 1867, Нишапур — 1926, Мешхед) — иранский богослов, литературовед, педагог и поэт.
Происходил из бедной крестьянской семьи, учился в родном городе Нишапуре, переехал в 1880 году в город Мешхед, где и прожил до конца жизни. Преподавал арабский язык, литературу и богословие, написал ряд сочинений по арабо-персидской поэтике и комментарии к богословским трактатам. Также писал стихи, следуя традициям ранних иранских классиков; его диван был издан посмертно, в 1954 году. Был учителем поэта Бехара.